# Сигмоида

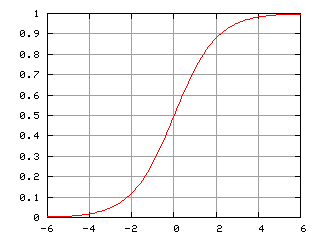
Логистическая кривая (сигмоида)

Сигмо́ида (также сигмо́ид) — это гладкая монотонная возрастающая нелинейная функция, имеющая форму буквы «S», которая часто применяется для «сглаживания» значений некоторой величины.
Часто под сигмоидой понимают логистическую функцию
{\displaystyle \sigma (x)={\frac {1}{1+e^{-x}}}}.
Сигмоида ограничена двумя горизонтальными асимптотами, к которым стремится при стремлении аргумента к {\displaystyle \pm \infty }. В зависимости от соглашения, этими асимптотами могут быть y = ±1 (в {\displaystyle \pm \infty }) либо y = 0 в {\displaystyle -\infty } и y = +1 в {\displaystyle +\infty }.
Производная сигмоиды представляет собой колоколообразную кривую с максимумом в нуле, асимптотически стремящуюся к нулю в {\displaystyle +\infty }.

## Семейство функций класса сигмоид

Сравнение некоторых сигмоидных функций, нормализованных таким образом, чтобы производная в начале координат была равна 1

В семейство функций класса сигмоид входят такие функции, как арктангенс, гиперболический тангенс и другие функции подобного вида.
- Функция Ферми — Дирака (экспоненциальная сигмоида):

{\displaystyle f(x)={\frac {1}{1+e^{-2\alpha x}}},\quad \alpha >0}.
- Рациональная сигмоида:

{\displaystyle f(x)={\frac {x}{|x|+\alpha }},\quad \alpha >0}.
- Арктангенс:

{\displaystyle f(x)=\operatorname {arctg} x}.
- Гиперболический тангенс:

{\displaystyle f(x)=\operatorname {th} {\frac {x}{\alpha }}={\frac {e^{\frac {x}{\alpha }}-e^{-{\frac {x}{\alpha }}}}{e^{\frac {x}{\alpha }}+e^{-{\frac {x}{\alpha }}}}}}.
- Гладкая ступенька N-го порядка:

{\displaystyle f(x)={\begin{cases}\left(\int _{0}^{1}{\big (}1-u^{2}{\big )}^{N}\ du\right)^{-1}\int _{0}^{x}{\big (}1-u^{2}{\big )}^{N}\ du\quad &|x|\leq 1\\\operatorname {sgn}(x)&|x|\geq 1\\\end{cases}}\,\quad N\geq 1}.
- Корневая сигмоида:

{\displaystyle f(x)={\frac {x}{\sqrt {1+x^{2}}}}}.
- Логистическая функция:

{\displaystyle f(x)=(1+e^{-x})^{-1}}.
- Обобщённая логистическая функция:

{\displaystyle f(x)=(1+e^{-x})^{-\alpha },\quad \alpha >0}.
- Функция ошибок:

{\displaystyle f(x)=\operatorname {erf} (x)={\frac {2}{\sqrt {\pi }}}\int _{0}^{x}e^{-t^{2}}\,dt}.
- Функция Гудермана:

{\displaystyle f(x)=\operatorname {gd} x=\int _{0}^{x}{\frac {1}{\cosh t}}\,dt=\operatorname {arctg} (\operatorname {sh} x)}.

## Применение

### Нейронные сети
Сигмоиды применяются в нейронных сетях в качестве функций активации. Они позволяют нейронам как усиливать слабые сигналы, так и не насыщаться от сильных сигналов.
В нейронных сетях часто используются сигмоиды, производные которых могут быть выражены через саму функцию. Это позволяет существенно сократить вычислительную сложность метода обратного распространения ошибки, сделав его применимым на практике:
{\displaystyle \sigma '(x)=(1+\sigma (x))\cdot (1-\sigma (x))} — для гиперболического тангенса;
{\displaystyle \sigma '(x)=\sigma (x)\cdot (1-\sigma (x))} — для логистической функции.

### Логистическая регрессия
Логистическая функция {\displaystyle f(x)={\frac {1}{1+e^{-x}}}} используется в решении задач классификации с использованием логистической регрессии. Пусть решается задача классификации с двумя классами ({\displaystyle y=0} и {\displaystyle y=1}, где {\displaystyle y} — переменная, указывающая класс объекта). Делается предположение о том, что вероятность принадлежности объекта к одному из классов выражается через значения признаков этого объекта {\displaystyle x_{1},x_{2},...,x_{n}} (действительные числа):
{\displaystyle \mathbb {P} \{y=1\mid x_{1},\ldots ,x_{n}\}=f(a_{1}x_{1}+\ldots +a_{n}x_{n})={\frac {1}{1+\exp(-a_{1}x_{1}-\ldots -a_{n}x_{n})}}},
где {\displaystyle a_{1},...,a_{n}} — некоторые коэффициенты, требующие подбора, обычно, методом наибольшего правдоподобия.
Именно такая функция {\displaystyle f(x)} получается при использовании обобщённой линейной модели и предположения, что зависимая переменная {\displaystyle y} распределена по закону Бернулли.